# سيلفيا هانيكا
سيلفيا هانيكا (بالألمانية: Sylvia Hanika) مواليد 30 نوفمبر 1959 في ميونخ، ألمانيا الغربية، هي لاعبة كرة مضرب ألمانية سابقة بدأت مسيرتها كمحترفة عام 1977 وكانت تلعب باليد اليسرى، اعتزلت اللعب في 1990. أعلى تصنيف لها في الفردي كان المركز الـ 5 في سنة 1983. سبق أن شاركت في دورة الألعاب الأولمبية الصيفية.

## روابط خارجية
- سيلفيا هانيكا على موقع رابطة محترفات التنس (الإنجليزية)
- سيلفيا هانيكا على موقع الاتحاد الدولي لكرة المضرب (الإنجليزية)
- سيلفيا هانيكا على موقع كأس بيلي جين كينغ (الإنجليزية)
- سيلفيا هانيكا على موقع خلاصة التنس.كوم (الإنجليزية)
- سيلفيا هانيكا على موقع أوليمبيديا (الإنجليزية)